# Partecipanti alla Brussels Cycling Classic 2023
Elenco dei partecipanti alla Brussels Cycling Classic 2023.
La Brussels Cycling Classic 2023 è stata la centotreesima edizione della corsa. Alla competizione presero parte venti squadre: dieci con licenza UCI World Tour 2023 e dieci dell'UCI ProTeam.
Partenza con 135 ciclisti accreditati.

## Corridori per squadra
Nota: R ritirato, NP non partito, FT fuori tempo, SQ squalificato
| Intermarché-Circus-Wanty | Intermarché-Circus-Wanty | Intermarché-Circus-Wanty | Soudal Quick-Step      | Soudal Quick-Step      | Soudal Quick-Step      | AG2R Citroën Team           | AG2R Citroën Team           | AG2R Citroën Team           |
| ------------------------ | ------------------------ | ------------------------ | ---------------------- | ---------------------- | ---------------------- | --------------------------- | --------------------------- | --------------------------- |
| N°                       | Ciclista                 | Clas.                    | N°                     | Ciclista               | Clas.                  | N°                          | Ciclista                    | Clas.                       |
| 1                        | Biniam Girmay            | 4°                       | 11                     | Tim Merlier            | 61°                    | 21                          | Marc Sarreau                | R                           |
| 2                        | Sven Erik Bystrøm        | 19°                      | 12                     | Pepijn Reinderink      | R                      | 22                          | Pierre Gautherat            | 30°                         |
| 3                        | Aimé De Gendt            | 76°                      | 13                     | Jannik Steimle         | 87°                    | 24                          | Antoine Raugel              | R                           |
| 4                        | Adrien Petit             | 73°                      | 14                     | Bert Van Lerberghe     | 66°                    | 25                          | Paul Lapeira                | 86°                         |
| 5                        | Laurenz Rex              | 75°                      | 15                     | Stan Van Tricht        | 11°                    | 26                          | Andrea Vendrame             | 65°                         |
| 6                        | Dion Smith               | 51°                      | 16                     | Warre Vangheluwe       | R                      | 27                          | Clément Venturini           | 6°                          |
| 7                        | Arne Marit               | 23°                      | 17                     | Louis Vervaeke         | R                      |                             |                             |                             |
| Alpecin-Deceuninck       | Alpecin-Deceuninck       | Alpecin-Deceuninck       | Lotto Dstny            | Lotto Dstny            | Lotto Dstny            | Cofidis                     | Cofidis                     | Cofidis                     |
| N°                       | Ciclista                 | Clas.                    | N°                     | Ciclista               | Clas.                  | N°                          | Ciclista                    | Clas.                       |
| 31                       | Dries De Bondt           | 72°                      | 41                     | Cédric Beullens        | 9°                     | 51                          | Max Walscheid               | 24°                         |
| 32                       | Maurice Ballerstedt      | R                        | 42                     | Jarrad Drizners        | 46°                    | 52                          | Piet Allegaert              | R                           |
| 33                       | Robbe Ghys               | 20°                      | 43                     | Sébastien Grignard     | 52°                    | 53                          | André Carvalho              | 44°                         |
| 34                       | Axel Laurance            | 25°                      | 44                     | Arjen Livyns           | 67°                    | 54                          | Wesley Kreder               | R                           |
| 35                       | Jensen Plowright         | R                        | 45                     | Mathijs Paasschens     | 60°                    | 55                          | Bryan Coquard               | 16°                         |
| 36                       | Ayco Bastiaens           | R                        | 46                     | Rüdiger Selig          | 77°                    | 56                          | Jelle Wallays               | NP                          |
| 37                       | Edward Planckaert        | 28°                      | 47                     | Tijl De Decker         | 85°                    | 57                          | Christophe Noppe            | 38°                         |
| Groupama-FDJ             | Groupama-FDJ             | Groupama-FDJ             | Team Arkéa-Samsic      | Team Arkéa-Samsic      | Team Arkéa-Samsic      | Team DSM                    | Team DSM                    | Team DSM                    |
| N°                       | Ciclista                 | Clas.                    | N°                     | Ciclista               | Clas.                  | N°                          | Ciclista                    | Clas.                       |
| 61                       | Arnaud Démare            | 1°                       | 71                     | Jenthe Biermans        | 34°                    | 81                          | Casper van Uden             | 80°                         |
| 62                       | Lewis Askey              | 21°                      | 72                     | David Dekker           | R                      | 82                          | Tobias Lund Andresen        | 2°                          |
| 63                       | Enzo Paleni              | R                        | 73                     | Nacer Bouhanni         | R                      | 83                          | Pavel Bittner               | 35°                         |
| 64                       | Paul Penhoët             | R                        | 74                     | Matis Louvel           | 7°                     | 84                          | Joost Brinkman              | R                           |
| 65                       | Laurence Pithie          | 27°                      | 75                     | Daniel McLay           | 64°                    | 85                          | Vlad Van Mechelen           | 40°                         |
| 66                       | Miles Scotson            | 43°                      | 76                     | Andrij Ponomar         | 54°                    | 86                          | Tim Naberman                | R                           |
| 67                       | Bram Welten              | 69°                      | 77                     | Alan Riou              | R                      | 87                          | Henri Vandenabeele          | R                           |
| Team Jayco AlUla         | Team Jayco AlUla         | Team Jayco AlUla         | Bora-Hansgrohe         | Bora-Hansgrohe         | Bora-Hansgrohe         | Bolton Equities Black Spoke | Bolton Equities Black Spoke | Bolton Equities Black Spoke |
| N°                       | Ciclista                 | Clas.                    | N°                     | Ciclista               | Clas.                  | N°                          | Ciclista                    | Clas.                       |
| 91                       | Jan Maas                 | 57°                      | 101                    | Jordi Meeus            | 3°                     | 111                         | Matthew Bostock             | R                           |
| 92                       | Felix Engelhardt         | 70°                      | 102                    | Shane Archbold         | R                      | 112                         | Josh Burnett                | R                           |
| 93                       | Michael Hepburn          | 62°                      | 103                    | Jonas Koch             | 22°                    | 113                         | Ryan Christensen            | 63°                         |
| 94                       | Kelland O'Brien          | 18°                      | 105                    | Florian Lipowitz       | 59°                    | 114                         | Ollie Jones                 | NP                          |
| 95                       | Blake Quick              | R                        | 106                    | Luis-Joe Lührs         | R                      | 115                         | Bailey O'Donnell            | R                           |
| 96                       | Campbell Stewart         | 47°                      |                        |                        |                        | 116                         | Jacob Scott                 | R                           |
|                          |                          |                          | 117                    | Rory Townsend          | 26°                    |                             |                             |                             |
| Corratec Selle Italia    | Corratec Selle Italia    | Corratec Selle Italia    | Human Powered Health   | Human Powered Health   | Human Powered Health   | Bingoal WB                  | Bingoal WB                  | Bingoal WB                  |
| N°                       | Ciclista                 | Clas.                    | N°                     | Ciclista               | Clas.                  | N°                          | Ciclista                    | Clas.                       |
| 121                      | Attilio Viviani          | 53°                      | 131                    | Stanisław Aniołkowski  | 41°                    | 141                         | Louis Blouwe                | R                           |
| 122                      | Antonio Barać            | R                        | 132                    | Alan Banaszek          | R                      | 142                         | Cériel Desal                | 45°                         |
| 123                      | Alexander Konychev       | 68°                      | 133                    | Charles-É. Chrétien    | R                      | 143                         | Johan Meens                 | 58°                         |
| 124                      | Giulio Masotto           | R                        | 134                    | Wessel Krul            | R                      | 144                         | Ludovic Robeet              | 17°                         |
| 125                      | Jan Stöckli              | R                        | 135                    | Scott McGill           | 84°                    | 146                         | Dimitri Peyskens            | 48°                         |
| 126                      | Etienne van Empel        | 55°                      | 136                    | Gijs Van Hoecke        | 83°                    | 146                         | G. Van Keirsbulck           | R                           |
| 127                      | Samuele Zambelli         | 32°                      | 137                    | Matthew Gibson         | R                      | 147                         | Kenneth Van Rooy            | 36°                         |
| Israel-Premier Tech      | Israel-Premier Tech      | Israel-Premier Tech      | Q36.5 Pro Cycling Team | Q36.5 Pro Cycling Team | Q36.5 Pro Cycling Team | Team Flanders-Baloise       | Team Flanders-Baloise       | Team Flanders-Baloise       |
| N°                       | Ciclista                 | Clas.                    | N°                     | Ciclista               | Clas.                  | N°                          | Ciclista                    | Clas.                       |
| 151                      | Giacomo Nizzolo          | R                        | 161                    | Matteo Moschetti       | R                      | 171                         | Vito Braet                  | R                           |
| 152                      | Derek Gee                | 10°                      | 162                    | Jack Bauer             | 49°                    | 172                         | Alex Colman                 | 81°                         |
| 153                      | Guy Sagiv                | R                        | 163                    | Fabio Christen         | 37°                    | 173                         | Sander De Pestel            | R                           |
| 154                      | Jens Reynders            | R                        | 164                    | Nicolò Parisini        | 12°                    | 174                         | Milan Fretin                | 31°                         |
| 155                      | Mads Würtz Schmidt       | R                        | 165                    | Antonio Puppio         | R                      | 175                         | Gilles De Wilde             | 42°                         |
| 156                      | Tom Van Asbroeck         | 8°                       | 166                    | Szymon Sajnok          | R                      | 176                         | Elias Maris                 | 78°                         |
| 157                      | Rick Zabel               | 50°                      | 167                    | Nickolas Zukowsky      | 33°                    | 177                         | Ward Vanhoof                | 82°                         |
| TotalEnergies            | TotalEnergies            | TotalEnergies            | Uno-X Pro Cycling Team | Uno-X Pro Cycling Team | Uno-X Pro Cycling Team |                             |                             |                             |
| N°                       | Ciclista                 | Clas.                    | N°                     | Ciclista               | Clas.                  |                             |                             |                             |
| 181                      | Thomas Bonnet            | 15°                      | 191                    | Jonas Abrahamsen       | 14°                    |                             |                             |                             |
| 182                      | Sandy Dujardin           | 74°                      | 192                    | Louis Bendixen         | 79°                    |                             |                             |                             |
| 183                      | Émilien Jeannière        | 39°                      | 193                    | Erlend Blikra          | R                      |                             |                             |                             |
| 184                      | Lorrenzo Manzin          | R                        | 194                    | Stian Fredheim         | R                      |                             |                             |                             |
| 185                      | Geoffrey Soupe           | 56°                      | 195                    | William Blume Levy     | 71°                    |                             |                             |                             |
| 186                      | Anthony Turgis           | R                        | 196                    | Erik Resell            | 13°                    |                             |                             |                             |
| 187                      | Dries Van Gestel         | 5°                       | 197                    | Søren Wærenskjold      | 29°                    |                             |                             |                             |